# Čtverný skok
Čtverný skok je krasobruslařský skok, při kterém se krasobruslař otočí nejméně čtyřikrát (ale méně než pětkrát) okolo svislé osy. Mnozí jej označují za skok až za hranicemi lidských schopností. Legenda Kurt Browning tvrdí, že při něm vyzýváte na souboj gravitaci. Na japonském mistrovství jej do své jízdy poprvé zařadil japonský krasobruslař Juzuru Hanjú.[kdy?] Dopadl na obě nohy. Skok tedy nemohl být uznán jako první oficiální čtverný axel v historii.
Axel se skáče z vnější hrany brusle. Odraz nastává po přechodu z vnější hrany pravé nohy na vnější hranu odrazové nohy, a to pokračováním v mírném oblouku. Po odrazu nastává pozice „panáka“, po které se bruslař přenese a pokračuje následnou zadní rotací. Dopad by měl být lehký, dynamický a především ladně na zoubek dopadové nohy.
Jozef Sabovčík je bývalý československý a slovenský krasobruslař. Byl prvním krasobruslařem, který na mezinárodní soutěži v Sarajevu 1984 skočil čtverný toelop. Mezinárodní federace jej ale na základě televizních záběrů oficiálně odmítla uznat jako první čistý čtverný skok v soutěži.
Kromě čtverného Axelu, který má čtyři a půl otáčky, mají ostatní čtverné skoky čtyři otáčky. Čtverný toeloop a čtverný Salchow jsou dva nejčastěji prováděné čtverné skoky. Čtverné skoky se pro světovou a olympijskou úroveň mužských jednotlivců staly stále běžnějšími, až do té míry, že neprovedení čtyřskoku v programu začalo být považováno za vážný handicap. Od roku 2018 se také čtyřskoky stávají stále běžnějším prvkem ženského bruslení, ačkoli nejsou podle pravidel Mezinárodní bruslařské unie v dámském krátkém programu povoleny.
Prvním člověkem, který v soutěži skočil uznaný čtverný skok, byl Kanaďan Kurt Browning v roce 1988. Japonská bruslařka Miki Ando se stala první ženou, které se to v roce 2002 podařilo.